# BMW Z8
BMW Z8 — двухместный спортивный автомобиль в кузове родстер, выпускавшийся немецким автопроизводителем BMW с 1999 по 2003 годы. Заводской индекс модели — E52.
Z8 являлся серийным вариантом концепт-кара Z07, впервые показанного в 1997 году. Дизайн автомобиля является результатом работы команды во главе с Крисом Бэнглом. Внешним видом занимался Хенрик Фискер, интерьером Скотт Лемперт. Прототип Z07 изначально был попыткой повторить модель BMW 507, а также создавался с целью отметить встречу нового тысячелетия. Z07 была встречена овациями на Токийском автосалоне. Подавляющая популярность концепт-кара стимулировала BMW принять решение о выпуске ограниченной серии под названием Z8. В итоге  c марта 2000 года по июль 2003 года вручную были собраны 5703 экземпляра (555 автомобилей на базе Z8 были проданы автопроизводителем Alpina ).

## Описание
По мнению многих коллекционеров и поклонников баварского автопроизводителя, BMW 507 является одним из самых красивых автомобилей в мире. Проектируя Z8, дизайнеры хотели показать, как выглядела бы модель 507, если она выпускалась бы до сегодняшних дней. Первый концепт Z07 был представлен на автосалоне в Токио в 1997, а в 1998 показан в Детройте. Проект был встречен овациями и BMW решили выпустить ограниченную серию.
Создатель BMW 507 граф Альбрехт Герц сказал про Z8: 

Если бы я проектировал 507 сегодня, то он был бы похож на Z8.

## Кузов
Как и на 507-й кузов сделали полностью алюминиевым. Основа — пространственная рама. Панели соединены заклёпками (около 1000) и сваркой. Основными несущими элементами являются центральный тоннель, пороговые брусья и передние лонжероны. Рама выполнена в виде буквы «Y», что препятствует скручиванию и делает кузов более жёстким.
При ударе на скорости 40 км/ч монокок оставался без повреждений.

## Двигатель
Вопрос о том, какой двигатель ставить не стоял. На 507-й стоял 3.2-литровая «восьмёрка», самая мощная на то время из моторов BMW. Естественно, на Z8 поставили самый лучший мотор V8 S62 (такой же стоял на M5). Объём 4941 см³, мощность 400 л. с. при 6000 об/мин и крутящий момент в 500 Н·м при 3 800 об/мин. Блок и головка двигателя из алюминия, по 4 клапана на цилиндр и, конечно же, фирменная система Double VANOS, управляющая фазами открытия и закрытия клапанов. Каждый цилиндр имеет свой электронный дроссель. Также автомобиль оснащен системой смазки с сухим картером.

## Трансмиссия
Как и положено настоящему спортивному автомобилю, здесь установлена 6-ступенчатая механическая КПП фирмы Getrag. Такая же устанавливалась на M5, но с другими передаточными числами. Сцепление однодисковое, саморегулирующееся.

## Ходовая часть
Подвеска от других моделей, но доработанная. Передняя — стойки МакФерсон (как на M5) на двух алюминиевых рычагах, каждый из которых соединён с поворотным кулаком своим шаровым шарниром. Задняя — многорычажная от 7-й серии. Рулевое управление реечное с переменным передаточным числом, снабжённое гидроусилителем. Рулевые тяги из алюминия. Тормозная система — двухконтурная. На всех колёсах вентилируемые тормозные диски.

## В кино
BMW Z8 является автомобилем Джеймса Бонда в фильме «И целого мира мало».

## Галерея

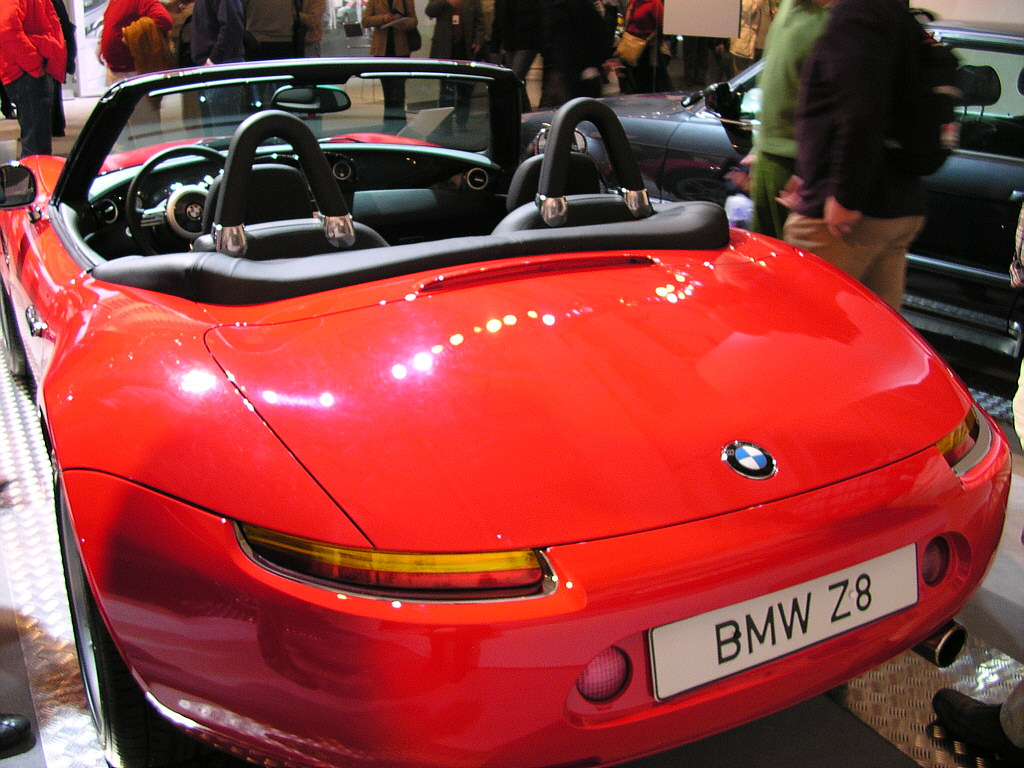
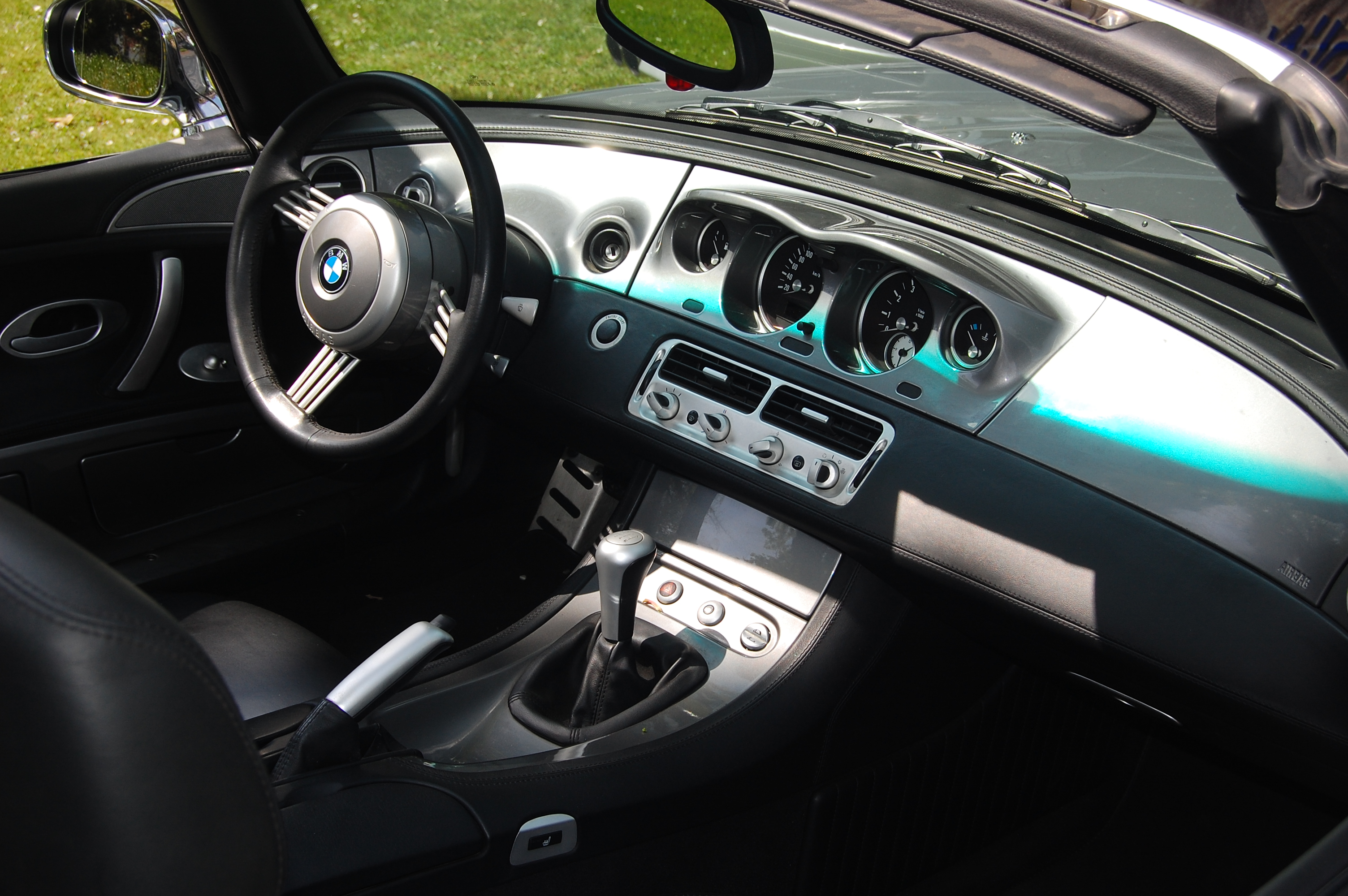
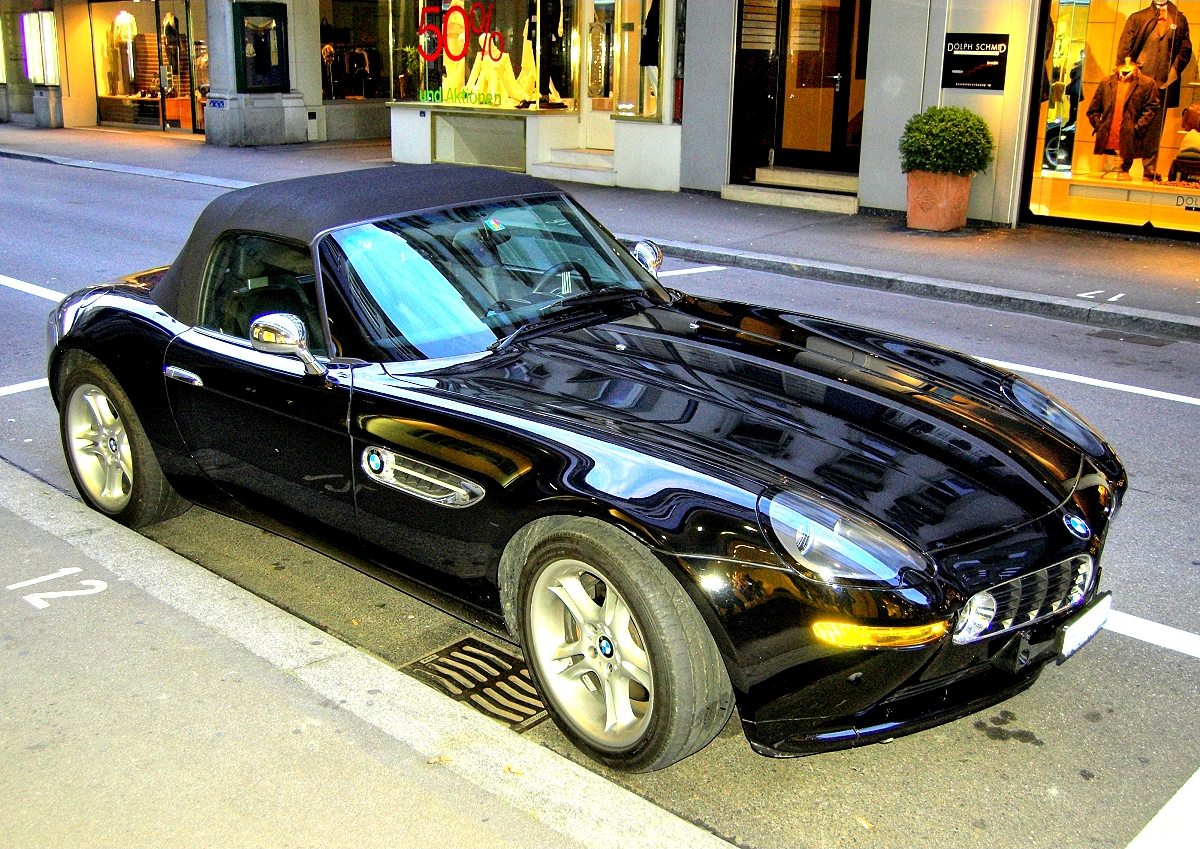